# At-Tayba (distrikt i Irbid)
at-Tayba, formellt Liwa at-Tayba (arabiska: لواء الطيبة), även at-Tayyiba, är ett distrikt i Jordanien. Det ligger i provinsen Irbid, i den norra delen av landet, 70 km norr om huvudstaden Amman.